# Беломорская улица (Казань)
Беломорская улица (тат. Беломорская урамы) — магистральная улица в микрорайонах Новое Караваево и Жилплощадка, Авиастроительном (бывшем Ленинском) и Московском районах Казани.

## Расположение
Беломорская улица проходит с востока на запад (общая протяжённость —  5374 метра) от Т-образного перекрёстка с улицей Ленинградская до Т-образным перекрёстком с улицей Химическая перед промзоной завода «Казаньоргсинтез».

## История
Название улицы происходит от города Беломорска в Карелии.
Улица появилась как транспортная артерия к ОАО «Казаньоргсинтез», что отражено в его музее трудовой славы.

## Объекты
- № 1/31 — жилой дом предприятия п/я 747[5].
- № 6а — в этом здании располагался детский сад № 202 авиазавода[6].
- № 33а — жилой дом треста «Строймеханизация» Главтатстроя[7].
- № 35а — жилой дом треста «Союзтатгаз»[8].
- № 69 — бывшее общежитие треста «Татсантехмонтаж»[7]. В этом доме расположен опорный пункт общественного порядка отдела полиции № 1.
- № 71а — жилой дом треста «Спецстрой»[9].
- № 45, 73, 77, 79, 83, 236, 238, 240, 244, 246 — жилые дома треста «Казаньхимстрой»[10][11]
- № 81 — бывшее общежитие треста «Казаньхимстрой»[10].
- № 101 (с корпусами) — ОАО «Казаньоргсинтез»
- № 104 — гимназия № 14.
- № 114 — школа № 115
- пересечение с улицей Котовского — школа № 134
- № 170 — жилой дом Казанского портового элеватора (снесён)[9].
- № 242 — жилой дом завода оргсинтеза[7].

В связи с резким ростом объёма производства и вводом в строй новых крупных производственных объектов «Казаньогсинтеза» в 2006 году на улице открыто новое здание пожарной части № 43 отряда Государственной противопожарной службы № 5 МЧС РТ по охране ОАО «Казаньоргсинтез» и ТЭЦ-3.

## Общественный транспорт
- Трамвай: 8.

Остановки: Давыдова, Суворова, Пожарского, Серафимовича, Сантехзаготовки, кинотеатр Юность (Жилплощадка), Химиков (Химфармзавод), Химическая.
- Автобус: 6, 29, 43, 60, 62, 76, 89, 89а

Остановки: Молодёжная, Центрально-Мариупольская, Караван-Сарай, Ашхабадская, Кутузова, Дубинина, Давыдова, Суворова, Пожарского, Серафимовича, Сантехзаготовки, Жилплощадка, Химфармзавод, Химическая.

## Галерея

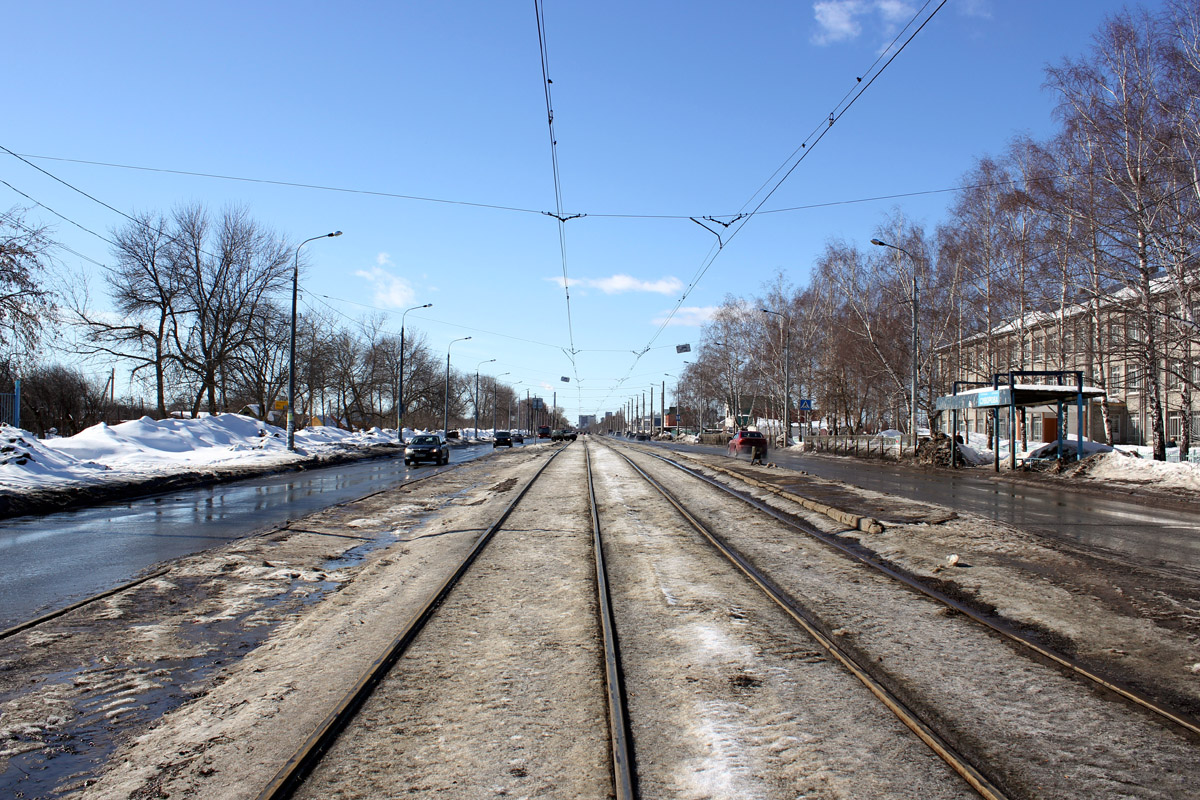
Проезжая часть Беломорской улицы